# Pont de Hungerford
El Pont de Hungerford (pont del gual de fam) creua el riu Tàmesi a Londres. Està situat entre el Pont de Waterloo (pont d'aigua de lavabo) (Waterloo bridge) i el Pont de Westminster (pont del monestir occidental) (Westminster bridge). Es tracta d'un pont de ferro construït originalment per al ferrocarril. És també conegut com a pont de Charing Cross (creu de carbonització), ja que l'estació de tren de Charing Cross es troba a continuació al nord del mateix i és a prop també del moll (Embankment Pier) i de l'embarcador Victòria (Victoria Embankment). Cap al sud, es troba a prop l'estació de Waterloo, l'edifici County Hall (sala del comtat), l'edifici Royal Festival Hall (sala del festival reial) i el London Eye (ull de Londres).
En els seus laterals hi ha sengles passarel·les de vianants atirantades, que es van construir a finals del segle xx, que comparteixen els estreps de la fonamentació del pont central del ferrocarril i que s'anomenen Golden Jubilee Bridges (ponts daurats del jubileu).

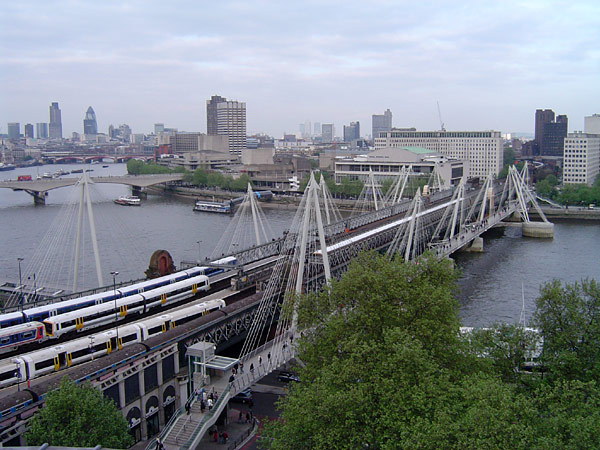
Vista del pont des del nord

## Història

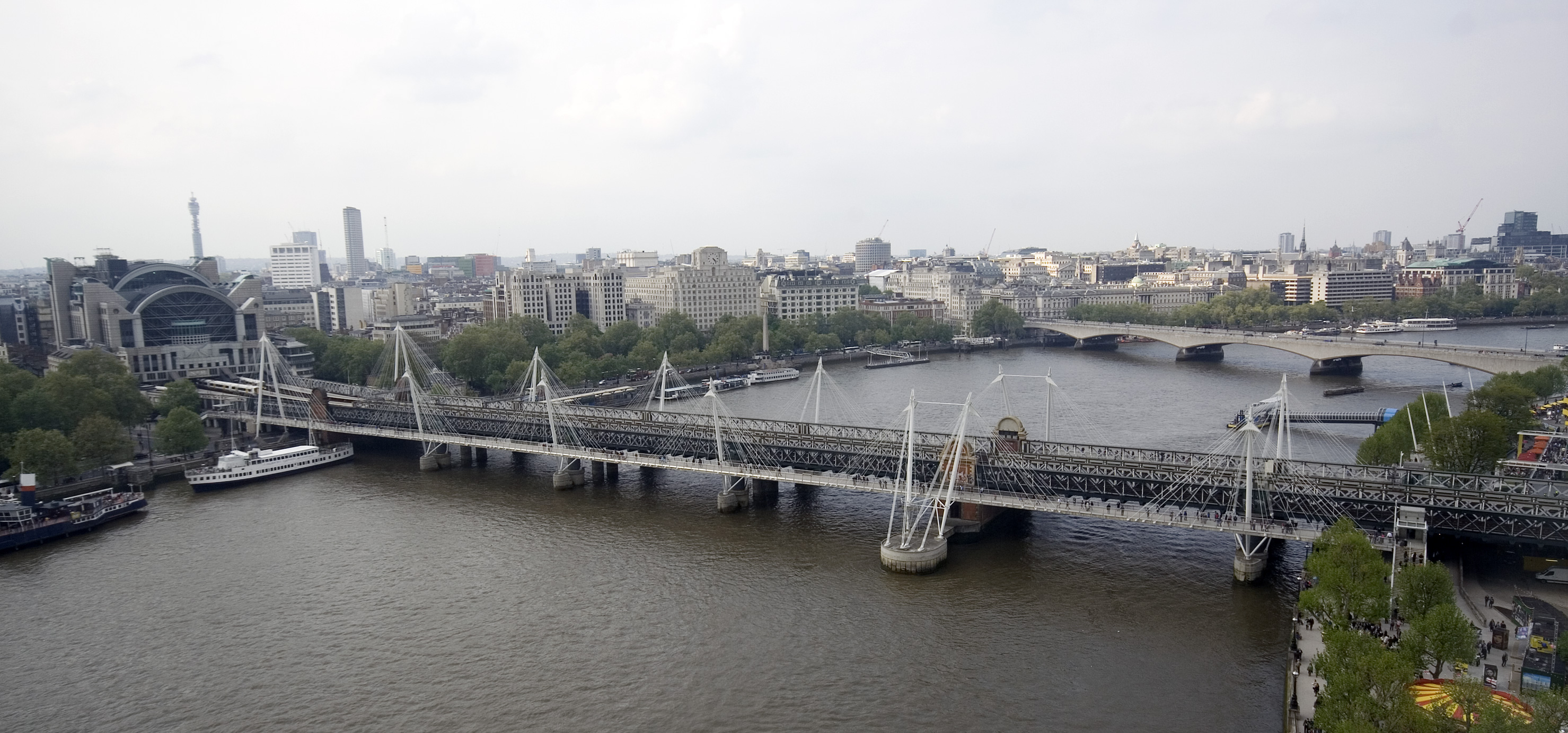
El Pont Hungerford vist des de London Eye (La roda gegant) i de fons es veu el pont Waterloo

El primer pont de Hungerford, va ser dissenyat per Isambard Kingdom Brunel, i inaugurat el 1845 com a pont penjant. El seu nom es deu al mercat de Hungerford (Hungerford Market), perquè anava des de la riba sud (South Bank) fins al Mercat de Hungerford, al nord del riu Tàmesi.
El 1859 el pont original va ser comprat per la companyia de ferrocarrils estenent la via sud-est, cap a la nova estació de ferrocarril de Charing Cross. La companyia de ferrocarrils va reemplaçar el pont penjant per una estructura dissenyada per John Hawkshaw. Comprèn nou trams fets de ferro forjat, que es va inaugurar en 1864. Les cadenes del vell pont van ser reutilitzades en el Pont penjant de Clifton. Les pilastres de maons originals de la passarel·la de Brunel encara estan en ús, excepte la de Charing Cross que està molt més a prop de la riba del que estava originalment, a causa de la construcció de l'embarcador Victòria (Victoria Embarkment), acabat en 1870.